# 限制修飾系統
限制修飾系統（英語：Restriction modification system）是一種存在於細菌和其他原核生物中，可防禦外源DNA，例如噬菌體攜帶的DNA的侵入。有些細菌體內含有限制酶，可將雙股DNA切斷，之後其他的內切酶再將切下的片段降解，因此能將入侵的外來DNA摧毀。
有些病毒則演化出對抗此系統的機制，它們的DNA經過了甲基化或糖基化的修飾，可阻礙限制酶的作用。另外還有一些病毒，如T3及T7噬菌體，則合成出一些可抑制限制酶的蛋白質。而為了進一步對抗病毒，有些細菌演化出專門辨識並切割已修飾DNA的限制系統。

## 歷史
限制修飾系統是由薩爾瓦多·盧瑞亞 (Salvatore Luria) 和 Mary Human 在1952年和1953年首次發現的。 他們發現在受感染細菌內生長的噬菌體可以被修飾，因此在它們釋放和重新感染相關細菌時，噬菌體的生長受到限制（抑制）（Luria 在 1984 年的自傳第 45 和 99 頁中也有描述） 。 1953 年，Jean Weigle 和 Giuseppe Bertani 報導了使用不同噬菌體系統進行宿主控制修飾的類似例子。  Daisy Roulland-Dussoix 和沃納·亞伯 (Werner Arber) 於 1962 年 以及許多其他後來的工作人員後來的工作使人們了解到，限制是由於受體細菌的特定酶對修飾的噬菌體 DNA 的攻擊和分解。 漢彌爾頓·史密斯(Hamilton O. Smith) 的進一步工作分離出了 HinDII，這是現在被稱為限制酶的一類酶中的第一個，而丹尼爾·那森斯 (Daniel Nathans) 則表明它可以用於限製作圖(Restriction mapping)。當這些酶在實驗室中被分離出來時，它們可以用於控制 DNA 操作，從而為基因工程的發展奠定了基礎。 沃納·亞伯 (Werner Arber)、丹尼爾·那森斯 (Daniel Nathans) 和漢彌爾頓·史密斯(Hamilton O. Smith) 因在限制修飾方面的工作而於 1978 年獲得諾貝爾生理學或醫學獎。

## 類型
有4類限制性修飾系統：I型、II型、III型和IV型，均具有限制酶活性和甲基化酶活性（IV型不具有甲基化酶活性）。 它們是按發現的順序命名的，儘管 II 型系統是最常見的。